# 마쓰카와정 (후쿠시마현)
마쓰카와정(松川町)은 후쿠시마현 시노부군에 일찍이 존재했던 정이다.

## 지리
오슈 가도(리쿠바 가도)의 역참 마을로 번성했지만, 고도가 높아 후쿠시마시나 센다이 방면에서 고리야마, 도쿄 방면으로 향하는 사람들에게는 교통의 요충지였다. 마쓰카와 사건의 무대이기도 하다.
마쓰카와 지역
16세기에 다테 가문에 의해 팔초메 성이 세워져 에도시대에는 팔초메주쿠라고 불리는 역참 마을로 번성했다.
가네가와 지역
후쿠시마 방면에서 마을의 관문이다. 지명의 유래는 구 가나야가와촌(金谷川村) 창설 당시의 작은 마을 이름(가나자와촌, 세키야촌, 아사카와촌)을 조합한 것이다. 구 마쓰가와정(松川町)에 합병된 후 지명으로서는 사라지고 우체국, 역, 초등학교, 후쿠시마교통의 노선버스 정류장 등에 이름만 남았다
미즈하라 지역
가장 서쪽 지역에는 후쿠시마 현도 52호 도유온천선이 지나고 있다.

## 역사
- 1889년 4월 1일 - 정촌제 시행에 의해 시노부군 마쓰가와촌이, 단독으로 촌을 시행해, 마쓰가와촌이 성립하였다.
- 1936년 11월 1일 - 정으로 승격해 마쓰가와정이 되었다.
- 1955년 3월 20일 시노부군 미즈하라촌, 가네가와촌과 합병해, 마쓰가와정이 신설되었다.
- 1955년 3월 31일 - 아사카군 시모카와사키촌을 편입하였다.

## 교통
현재는 모두 동일본 여객철도(JR 동일본) 도호쿠 본선 역이다.
- 마쓰가와역
- 가네카와역

## 참고문헌
- 市町村名変遷辞典』 東京堂出版、1990年。
- 『角川日本地名大辞典 7 福島県』